# Gunnar Grenfors
Gunnar Grenfors, född 24 december 1933 i Borås, död 16 maj 2018, var en svensk jurist och ämbetsman.
Gunnar Grenfors, som var son till en advokat, studerade juridik vid Lunds universitet och blev juris kandidat 1958. Efter tingstjänstgöring 1958–1961 kom han till Hovrätten över Skåne och Blekinge där han tjänstgjorde 1961–1965 och 1967–1968 samt utnämndes till hovrättsassessor 1968. Grenfors anställdes 1964 i riksdagen, där han var notarie med sekreterargöromål 1964–1966 och biträdande sekreterare i andra lagutskottet 1967–1970. Han var kanslichef i inrikesutskottet 1971–1976 samt i arbetsmarknadsutskottet 1976–1981. Gunnar Grenfors var riksdagens förvaltningsdirektör 1982–1988 samt riksdagsdirektör och kammarens sekreterare 1988–1998.